# 克羅斯比比奇 (明尼蘇達州)
克羅斯比比奇（英語：Crosby Beach）是位於美國明尼蘇達州克羅溫縣艾恩代爾鎮區的一個非建制地區。

## 地理
克羅斯比比奇所處的海拔為高於海平面386米（即1266英呎），而該地所採用的時區為UTC-6，即北美中部時區（CST）。同時該地設有夏令時間，為UTC-6調快一小時，即UTC-5（CDT）。